# Coppa Korać 1976-1977
La Coppa Korać 1976-77 di pallacanestro maschile venne vinta, per il secondo anno consecutivo, dal Jugoplastika.

## Risultati

### Turno preliminare
| Squadra 1         | Totale    | Squadra 2         | Andata | Ritorno |
| ----------------- | --------- | ----------------- | ------ | ------- |
| Sangalhos         | 109 - 205 | Fortitudo Bologna | 68-97  | 41-108  |
| Snaidero Udine    | 179 - 168 | Maximarkt Wels    | 92-85  | 87-83   |
| Panathīnaïkos     | 152 - 153 | Standard Liegi    | 90-75  | 62-78   |
| Canon Venezia     | 176 - 142 | Karşıyaka         | 89-58  | 87-84   |
| Īraklīs Salonicco | 147 - 187 | Bosna Sarajevo    | 83-91  | 64-96   |

### Primo turno
| Squadra 1        | Totale    | Squadra 2          | Andata  | Ritorno |
| ---------------- | --------- | ------------------ | ------- | ------- |
| Paniōnios Atene  | 130 - 185 | Fortitudo Bologna  | 72-96   | 58-89   |
| Balkan Botevgrad | 164 - 170 | Snaidero Udine     | 88-69   | 76-101  |
| Berck            | 181 - 174 | MTV Gießen         | 100-83  | 81-91   |
| Caen             | 210 - 172 | SSV Hagen          | 114-69  | 96-103  |
| Standard Liegi   | 194 - 165 | Polonia Varsavia   | 113-82  | 81-83   |
| Canon Venezia    | 140 - 129 | ESM Challans       | 82-60   | 58-69   |
| Hapoel Ramat Gan | 157 - 149 | Éveil Monceau      | 86-68   | 71-81   |
| CSKA Sofia       | 195 - 202 | Bosna Sarajevo     | 117-100 | 78-102  |
| Aris Salonicco   | 147 - 198 | IBP Stella Azzurra | 79-80   | 68-118  |
| Hapoel Tel Aviv  | 174 - 166 | Moderne Le Mans    | 100-79  | 74-87   |

Jugoplastika e Dinamo Mosca ammesse direttamente al turno successivo.

### Quarti di finale

#### Gruppo A
|    | Squadra        | G | V | P | PF  | PS  | Dif | P.ti |
| -- | -------------- | - | - | - | --- | --- | --- | ---- |
| 1. | Berck          | 4 | 3 | 1 | 401 | 386 | +15 | 7    |
| 2. | Dinamo Mosca   | 4 | 2 | 2 | 386 | 378 | +8  | 6    |
| 3. | Snaidero Udine | 4 | 1 | 3 | 370 | 393 | -23 | 5    |

#### Gruppo B
|    | Squadra           | G | V | P | PF  | PS  | Dif | P.ti |
| -- | ----------------- | - | - | - | --- | --- | --- | ---- |
| 1. | Fortitudo Bologna | 4 | 3 | 1 | 354 | 339 | +15 | 7    |
| 2. | Bosna Sarajevo    | 4 | 3 | 1 | 388 | 369 | +19 | 7    |
| 3. | Hapoel Tel Aviv   | 4 | 0 | 4 | 361 | 395 | -34 | 4    |

#### Gruppo C
|    | Squadra            | G | V | P | PF  | PS  | Dif | P.ti |
| -- | ------------------ | - | - | - | --- | --- | --- | ---- |
| 1. | IBP Stella Azzurra | 4 | 4 | 0 | 355 | 325 | +30 | 8    |
| 2. | Caen               | 4 | 2 | 2 | 374 | 330 | +44 | 6    |
| 3. | Hapoel Ramat Gan   | 4 | 0 | 4 | 330 | 404 | -74 | 4    |

#### Gruppo D
|    | Squadra        | G | V | P | PF  | PS  | Dif | P.ti |
| -- | -------------- | - | - | - | --- | --- | --- | ---- |
| 1. | Jugoplastika   | 4 | 4 | 0 | 376 | 313 | +63 | 8    |
| 2. | Canon Venezia  | 4 | 1 | 3 | 323 | 365 | -42 | 5    |
| 3. | Standard Liegi | 4 | 1 | 3 | 327 | 348 | -21 | 5    |

|  | Qualificate alle semifinali |
|  | Eliminata                   |

### Semifinali
| Squadra 1         | Totale    | Squadra 2      | Andata | Ritorno |
| ----------------- | --------- | -------------- | ------ | ------- |
| Fortitudo Bologna | 169 - 163 | Berck          | 81-68  | 88-95   |
| Jugoplastika      | 172 - 158 | Stella Azzurra | 96-71  | 76-87   |

### Finale
| Squadra 1    | Risultato | Squadra 2         |
| ------------ | --------- | ----------------- |
| Jugoplastika | 87 - 84   | Fortitudo Bologna |

## Formazione vincitrice
| N° | Naz.                  | Ruolo | Sportivo          |  | Alt. |  |
| -- | --------------------- | ----- | ----------------- |  | ---- |  |
| 4  | Jugoslavia (bandiera) | P     | Mlađan Tudor      |  |      |  |
| 5  | Jugoslavia (bandiera) |       | Ivo Bilanović     |  |      |  |
| 6  | Jugoslavia (bandiera) | P     | Mihajlo Manović   |  |      |  |
| 7  | Jugoslavia (bandiera) | C     | Željko Jerkov     |  |      |  |
| 8  | Jugoslavia (bandiera) | G     | Ivica Dukan       |  |      |  |
| 9  | Jugoslavia (bandiera) | C     | Branko Macura     |  |      |  |
| 10 | Jugoslavia (bandiera) | P     | Ratomir Tvrdić    |  |      |  |
| 12 | Jugoslavia (bandiera) | A     | Damir Šolman      |  |      |  |
| 13 | Jugoslavia (bandiera) | C     | Duje Krstulović   |  |      |  |
| 15 | Jugoslavia (bandiera) | A     | Mirko Grgin       |  |      |  |
|    | Jugoslavia (bandiera) | A     | Ivan Sunara       |  |      |  |
|    | Jugoslavia (bandiera) |       | Slobodan Bjelajac |  |      |  |
|    | Jugoslavia (bandiera) |       | Predrag Kruščić   |  |      |  |
|    | Jugoslavia (bandiera) |       | Mladen Bratić     |  |      |  |
|    | Jugoslavia (bandiera) |       | Deni Kuvačić      |  |      |  |
|    | Jugoslavia (bandiera) | All.  | Petar Skansi      |  |      |  |